# Tanya Mityushina
Tanya Mityushina (Perm, 19 de febrero de 1993) es una modelo rusa nacida en Perm. Apareció en la edición de trajes de baño de Sports Illustrated de 2016.

## Vida y carrera
Tanya Mityushina ha trabajado para Victoria's Secret e Intimissimi. Está representada por Elite, LA e IMG, NY. Apareció brevemente en la película Don Jon.
En 2016, Tanyna Mityushina fue una de las modelos elegidas para el calendario anual de la cerveza Cristal de CCU de Chile.